# Boorgatmethode
De boorgatmethode is een methode voor het meten van de verzadigde horizontale doorlatendheid van de bodem. De methode wordt vaak gebruikt om de afmetingen van een drainagestelsel te berekenen.

## Historie
Net als zijn drainageformule is de boorgatmethode ontwikkeld door Hooghoudt in de jaren 30 van de 20e eeuw. De methode heeft internationale vermaardheid gekregen. In 1948 schreven Van Bavel en Kirkham hierover voor het eerst in de Verenigde Staten.

## Beginsel
Om de horizontale verzadigde doorlatendheid van de bodem te bepalen met de boorgatmethode gaat men als volgt te werk:
1. maak een boorgat in de grond tot onder de grondwaterspiegel (freatisch vlak, grondwaterstand)
2. pomp water uit het boorgat zodat het waterniveau in het gat beneden de grondwaterstand komt
3. meet de snelheid waarmee het waterpeil in het gat omhoog komt
4. bereken de doorlatendheid uit de afmetingen van het boorgat en de stijgsnelheid met een toepasselijke formule.

## Formule
De verzadigde doorlatend kan bij benadering worden berekend met de formule:
K = C(H0-Ht)/t
waar:
- K is de verzadigde doorlatendheid (L/T)
- H is de diepte van het water in het boorgat ten opzichte van de grondwaterstand (L)
- Ht is H op tijdstip t
- H0 is H op tijdstip nul
- t is de tijd verstreken sinds de eerste meting van H als Ho [T]
- C is een factor afhankelijk van de afmetingen van het boorgat als volgt:

C = (4000 r/h')/((20 + D/r)(2-h'/D))
waar:
- r is de straal van het cirkelvormige boorgat (L)
- h' is de gemiddelde diepte van het waterpeil in het gat (h'= {Ho+Ht}/2) ten opzichte van de grondwaterstand
- D is de diepte van de bodem van het boorgat ten opzichte van de grondwaterstand

Er zijn enkele voorwaarden verbonden aan de toepassing van de uitdrukking van C.

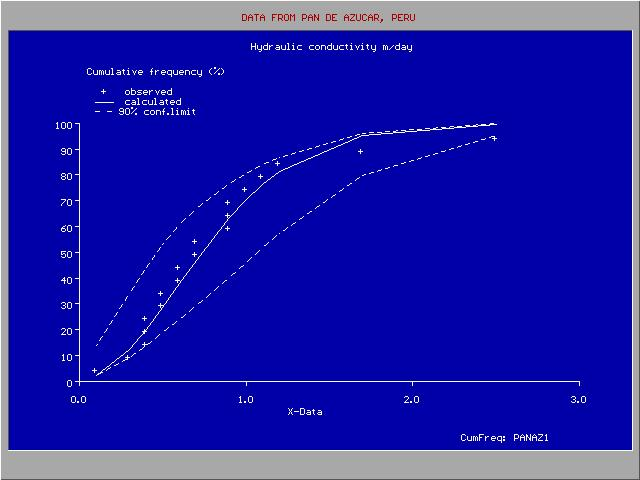
Cumulatieve frequentieverdeling van de doorlatendheid

## Spreiding
De doorlatendheid van de bodem kan gespreid zijn. De figuur toont de cumulatieve frequentieverdeling van met de boorgatmethode gemeten K-waarden in een gebied van 100 ha. De hoogste waarde is 25 maal zo groot als de kleinste. Dit is geen ongewone uitkomst. De spreiding maakt het moeilijk een representatieve waarde vast te stellen.
De figuur is gemaakt met CumFreq, een computerprogramma voor cumulatieve frequentieverdelingen.